# Anna Maria de Bruyn
Anna Maria de Bruyn, född 1708, död 1744, var en holländsk skådespelare och dansare. 
Dotter till Jan de Bruyn (död 1749), skådespelare och Elizabeth Bleeck (1684-1751), skådespelare. Hon var 1719-1744 verksam vid Amsterdamse Schouwburg. Hon hade ursprungligen anställts gemensamt med sin familj men fick 1727 ett personligt kontrakt. Hon tillhörde teaterns främsta artister och beskrivs "som den finaste juvelen i kronan av teatern". Hon avled i barnsäng. 